# 나희덕
나희덕(羅喜德, 1966년 2월 8일~)은 대한민국의 시인이다. 1989년 중앙일보 신춘문예에 시 "뿌리에게"가 당선되면서 활동을 시작했다. 김수영문학상, 현대문학상, 소월시문학상, 백석문학상, 대산문학상 등을 수상했다.

## 생애 및 학력
충청남도 논산에서 태어나 어머니가 총무로 일하던 보육원에서 성장했다. 중학생 때 시에 관심을 가지기 시작했다.
연세대학교 국어국문학과를 졸업하고 동 대학원에서 석사와 박사 학위를 받았다.

## 경력
1989년 중앙일보 신춘문예에 시 〈뿌리에게〉가 당선되어 등단했다.
2001년부터 2018년까지 조선대학교 문예창작학과 교수로 근무했다. 2007년에 미국 아이오와주에서 국제창작프로그램에 참여했다. 2019년부터 서울과학기술대학교 문예창작학과 교수로 재직 중이다.

## 작품 특징
나희덕의 시는 '마음의 너그러움과 따뜻함'을 보여주고, 이는 '삶과 현실의 모순과 불합리성에 대한 비판의식'을 내포한 '모성적 본능 또는 사랑'이다. 김진수는 나희덕 시의 장점이 '구체적인 감각적 이미지의 현실성에 기초한 간명하고도 절제된 언어적 형식'이라고 평했다.

## 저서

### 시집
- 《뿌리에게》 (1991)
- 《그 말이 잎을 물들였다》 (1994)
- 《그곳이 멀지 않다》 (1997)
- 《어두워진다는 것》 (2001)
- 《사라진 손바닥》 (2004)
- 《야생사과》 (2009)
- 《말들이 돌아오는 시간》 (2014)
- 《그녀에게》 (2015)
- 《파일명 서정시》(2018)

### 산문집
- 《반 통의 물》 (1999)
- 《저 불빛들을 기억해》 (2012)
- 《한 걸음씩 걸어서 거기 도착하려네》 (2017)

### 시론집
- 《보랏빛은 어디에서 오는가》 (2003)
- 《한 접시의 시》 (2012)

### 편저
- 《아침의 노래 저녁의 시》 (2008)
- 《나희덕의 유리병 편지》 (2013)
- 《나의 대표시를 말한다》 (2012)

## 수상
- 제17회 김수영문학상 (1998)
- 제12회 김달진문학상 (2001)
- 제9회 오늘의 젊은 예술가상 문학 부문 (2001)
- 제48회 현대문학상 (2003)
- 제17회 이산문학상 (2005)[7]
- 제22회 소월시문학상 (2007)
- 제10회 지훈상 문학 부문 (2010),
- 제6회 임화문학예술상 (2014)
- 제14회 미당문학상 (2014)
- 제21회 백석문학상 (2019)[8]